# Яблоновка (Белоцерковский район)
Яблоно́вка (укр. Яблунівка) — село, входит в Белоцерковский район Киевской области Украины.
Население по переписи 2001 года составляло 877 человек. Телефонный код — 4563.

## История
В ХІХ столетии село Яблоновка было в составе Езерянской волости Васильковского уезда Киевской губернии. В селе была Николаевская церковь. Священнослужители Николаевской церкви:
- 1775 — священник Федор Зражевский
- 1847—1848 — священник Антон Рудкевич
- 1847 — диакон Феодосий Панчинский
- 1848 — дьячок Евдоким Панчинский, дьячек Наум Залеский
- 1862 — священник Михаил Рудкевич (Руткевич)

## Известные уроженцы, жители
Юрий Андреевич Андерсен (11 октября 1921, с. Яблоновка — 18 июля 2001, Москва) — советский военачальник, генерал-лейтенант.

## Местный совет
09154, Киевская обл., Белоцерковский р-н, с. Яблоновка, ул. Центральная, 66